# Estádio Guillermo Plazas Alcid
O Estádio Guillermo Plazas Alcid é um estádio de futebol localizado na cidade de Neiva, na Colômbia. Seu nome é uma homenagem ao ex-prefeito de Neiva, ministro e embaixador Guillermo Plazas Alcid.
Foi construído em 1980, para a realização dos XII Juegos Nacionales, e possui capacidade para receber 27.000 torcedores. É utilizado pelo clube de futebol Club Deportivo Atlético Huila no Campeonato Colombiano de Futebol.